# Taylor J-2
O Taylor J-2 Cub (mais tarde também conhecido como Piper J-2 Cub) é uma aeronave americana leve, de dois lugares projetada e construída pela Taylor Aircraft Company. A empresa se tornou a Piper Aircraft Company e o J-2 foi o primeiro de uma longa linha de projetos "Piper Cub" relacionados.

## Desenvolvimento
O J-2 Cub foi um desenvolvimento do Taylor Cub anterior. Em 1935, a Taylor Aircraft Company decidiu melhorar sua linha de aeronaves Cub, que eram angulares e de aparência austera e inicialmente tinham uma área de cabine não envidraçada. A designação "J" advém do nome de Walter Jamouneau, um engenheiro aeronáutico da Taylor.

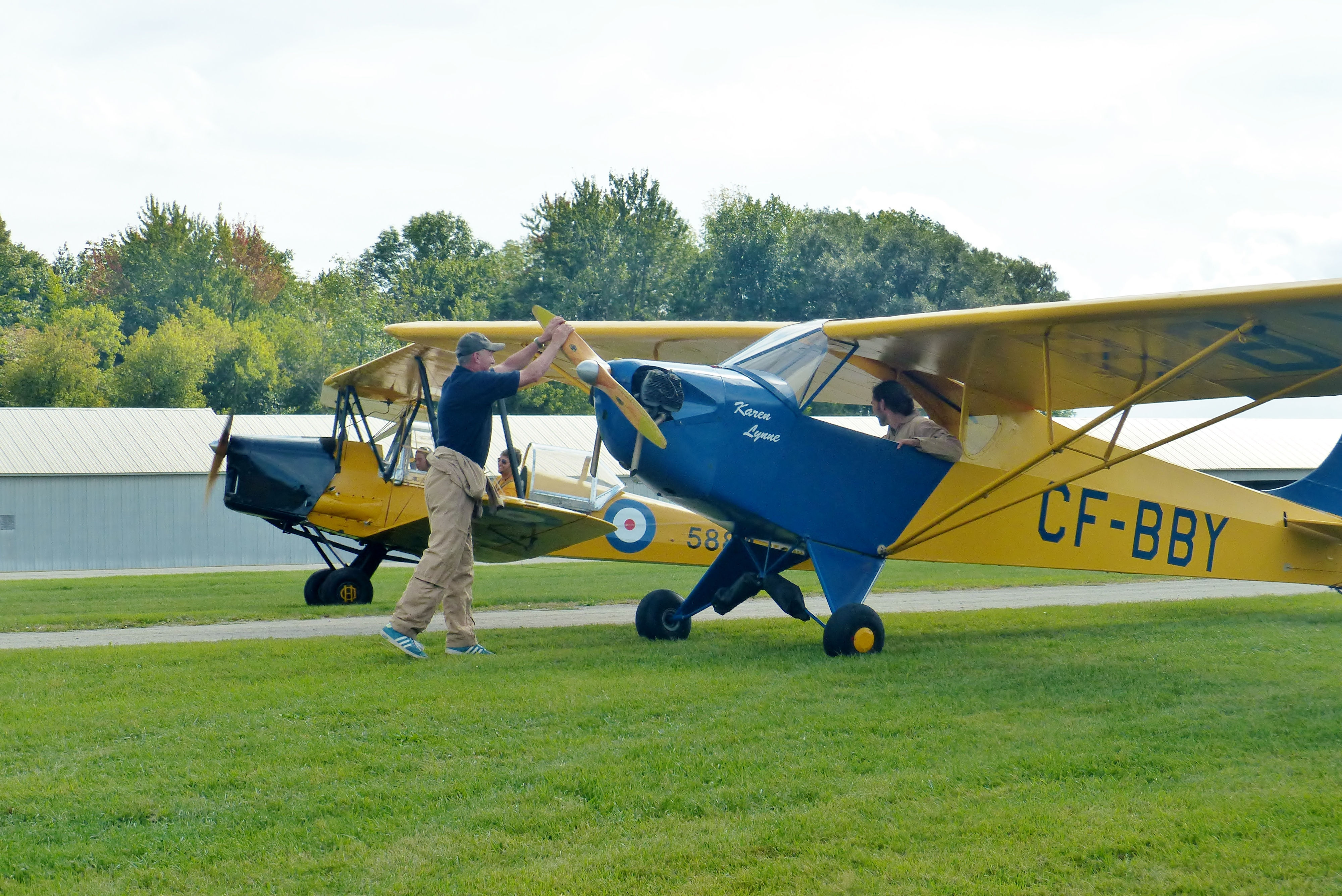
Um Taylor J-2 de 1936 no aeroporto "Guelph Airpark", Canadá, em 2016.

O novo J-2 tinha pontas de asa arredondadas, uma barbatana "arredondada" semelhante e leme emoldurado e coberto com tecido separado da estrutura da fuselagem, cabine fechada e pneus Goodyear "airwheel" mais largos, uma variedade especial pneus de baixa pressão para aeronaves lançado pela Patente US 1.877.360 de Alvin Musselmann em 1929 que se assemelhava ao tipo de pneu posterior conhecido como "pneu de tundra" em sua aparência e proporções gerais. Alimentado por um motor de pistão Continental A-40-3 de 37 HP, a aeronave apareceu em outubro de 1935 e o certificado de tipo foi emitido em 14 de fevereiro de 1936. A partir de setembro de 1936, o motor foi alterado para um Continental A-40-4 de 40 HP. Um subtipo foi produzido, o J-2S, que era uma versão equipada com flutuador.

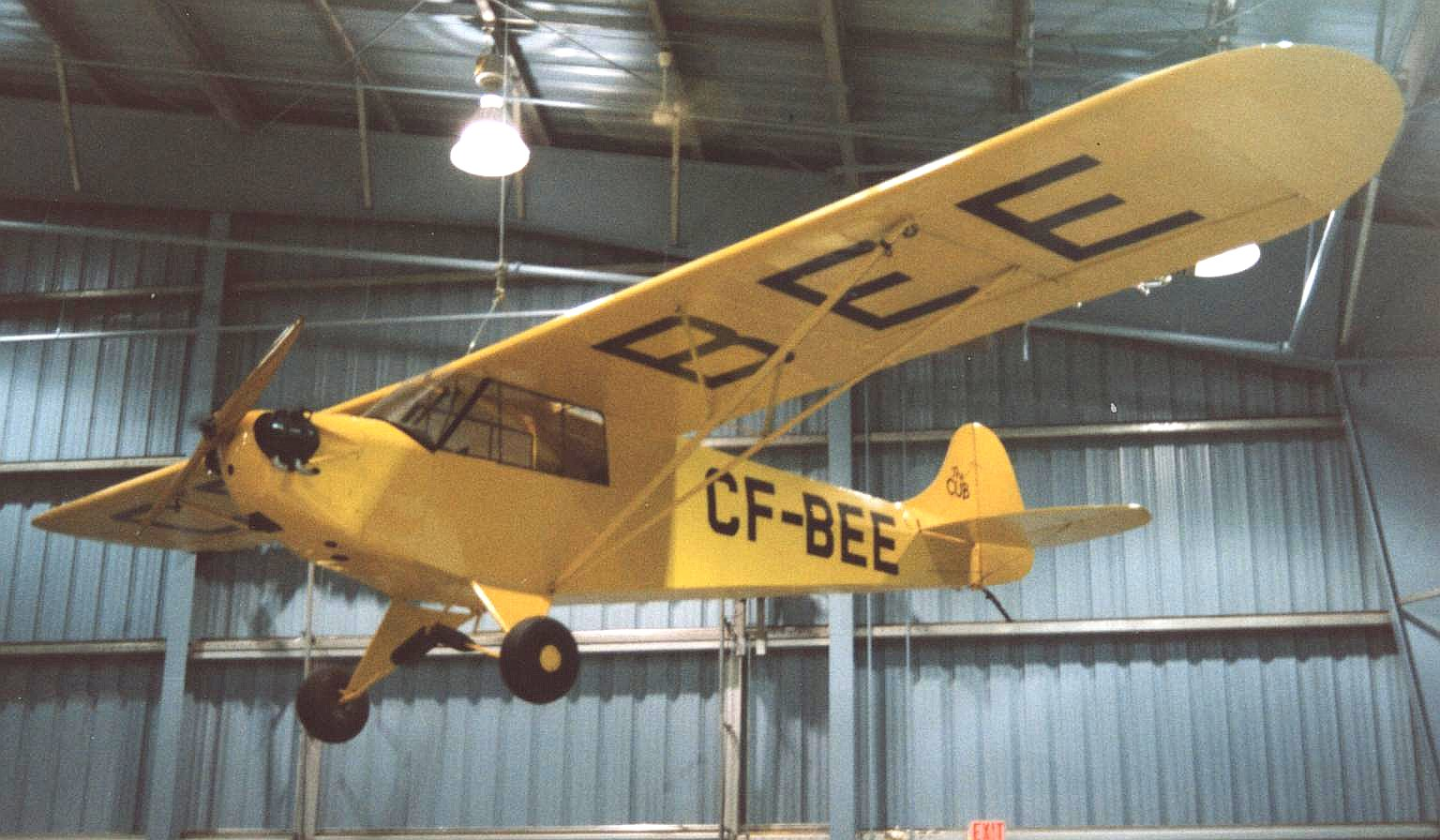
Um Taylor J-2 no museu da aviação em Wetaskiwin, Alberta em 1996.

Em 1935, Clarence Gilbert Taylor deixou a empresa para iniciar outro fabricante de aeronaves que se tornaria a Taylorcraft. Em seguida, William T. Piper comprou as ações de Taylor na empresa, e o "J-2" passou a se chamar Piper J-2. Em 1936 e 1937, algumas aeronaves foram concluídas pela Aircraft Associates na Califórnia e eram conhecidas como Western Cub.
Em 1937, a fábrica original da Piper, uma antiga fábrica de seda renovada em Bradford, PA, foi destruída por um incêndio e a empresa mudou-se para Lock Haven, PA onde a produção foi reiniciada em maio de 1937 e a empresa foi renomeada como "Piper Aircraft Corporation" em novembro daquele ano.

## Produção e uso operacional
O último dos 1.207 J-2 foi concluído em 1938, quando a produção do J-3 Cub começou. Vários J-2 Cubs foram exportados para a Europa, incluindo o Reino Unido. O J-2 foi pilotado principalmente por pilotos privados.
Mais de 100 Taylor e Piper J-2 permaneciam no registro de aeronaves civis dos EUA em 2009.

## Variantes
- Dudek V-1 Sportplane uma versão de asa baixa feita em casa baseada no J-2.